# Хайме I
Хайме І Арагонський Завойовник (кат. Jaume el Conqueridor або Jaume de Montsó, лат. Jacobus, Dei gracia rex Aragonum, Maioricarum et Valencie, comes Barchinone et Urgelli et dominus Montispessulani, 2 лютого 1208, Монпельє — 27 липня 1276, Альсіра, Валенсія) — король Арагону, Майорки та Валенсії, граф Барселони та Урхелю та володар Монпельє (1213–1276). У 1247 створив новий кодекс законодавства належних йому земель. 1258 року наказав видати Торговельний статут, яким було створено морські консульства. Похований у монастирі Публет.

## Біографія
Син Педро II, який загинув при Мюрре.
Отримав прізвисько Завойовника, з огляду на те, що за час свого довгого царювання владу Барселонської династії розширилася в усі сторони: на Лангедоку на півночі, Балеарські острови на сході, Тайфа Валенсію на півдні, на місці якої заснував однойменне королівство. Підписавши угоду з Людовіком IX, він вирвав Барселону з-під номінального французького сюзеренітету і приєднав її до своєї корони.
Його участь у Реконкісті в середземноморській Іспанії порівнюється зі Фердинандом III Кастильским в Андалусії.
Як законодавець і організатор він займає високе місце серед іспанських королів. Хайме скликав консульство моря, який керував морською торгівлею і допомагав зміцнити Каталонську міцьи в західному Середземномор'ї. Він був істотним діячем у розвитку каталонської мови, спонсорував каталонську літературу і написав квазі-автобіографічну хроніку свого царювання «Libre dels feyts».
Перед смертю розділив свої володіння: Балеарські острови, під ім'ям королівства Мальорки, дісталися його молодшому синові Хайме, а все інше — старшому, Педро III.

## Хрестовий похід 1269
«Хан Тартарії» (Ільхана) Обака листувався з Хайме на початку 1267 року, запрошуючи його об'єднати зусилля з монголами і піти в хрестовий похід. Джеймс відправив посла в Абака, який повернувся з монголами в 1269. Папа Климент IV намагався відмовити Хайме від хрестових походів, говорив про його моральне обличчя. Альфонсо X робив те ж саме. Проте Хайме, який був в Мурсії, уклав мир з Мухаммедом I ібн Насром, султаном Гранади, і розпочав збір коштів до хрестового походу. Був підготований флот в Барселоні у вересні 1269 року, на якому Хайме був готовий до відплиття на схід. Трубадур Олів'є Темпл склав пісню, вихваляючи плавання і сподіваючись на його успіх. Шторм, однак, змусило його піти з курсу, і він приплив до Ег-Морта. Згідно з Вільгельмом Тирським, він повернувся через Монпельє і залишив подальші зусилля на хрестовий похід.

## Родина
1 Дружина — Елеонора (1202—1244), донька Альфонсо VIII, короля Кастилії. 1229 року розлучилися
Діти:
- Альфонс (1222—1260)

2 Дружина — Іоланда (1216—1253), донька Андрія II Арпада, короля Угорщини
Діти:
- Іоланда (1236—1300), дружина Альфонсо Х, короля Кастилії
- Констанція (1238—1275), дружина Хуана Мануеля, володаря Віллена, сина короля Кастилії Фернандо III
- Санча (1239—1251),була заручена з королем Наварри Теобальдом II, черниця.
- Педро (1240—1285), король Арагону та Валенсії, граф Барселони, одружений з Констанцією II
- Хайме (1243—1311), король Майорки з 1276 року
- Єлизавета (1245—1271), дружина Філіпа III, короля Франції.
- Санчо (1247—1275), архієпископ Толедо.
- Фердинанд (1248—1251)

3 Дружина — Тереза (д/н—1285), донька Хуана, володаря Жил де Відор
Діти:
- Хайме (1255—1285), володар Херіки
- Педро (1258—д/н), барон Аєрбе

4. Від трьох коханок мав дітей:
- Фердинанд Санчес (1240—1275), барон де Кастро
- Хайме (1248—1298), єпископ Уески
- Педро Фердинанд (1259—1318), барон Іхар

## Ім'я Якова І Арагонського в українській традиції
Іноді в українських джерелах зустрічається іспанізоване ім'я Якова І — Ха́йме І, або його каталонська версія — Жа́ума І (літературна вимова) / Жа́уме І (валенсійська вимова). Оскільки традиційно імена монархів перекладаються, правильне ім'я короля — Яків І Арагонський.